# Sorbus aria

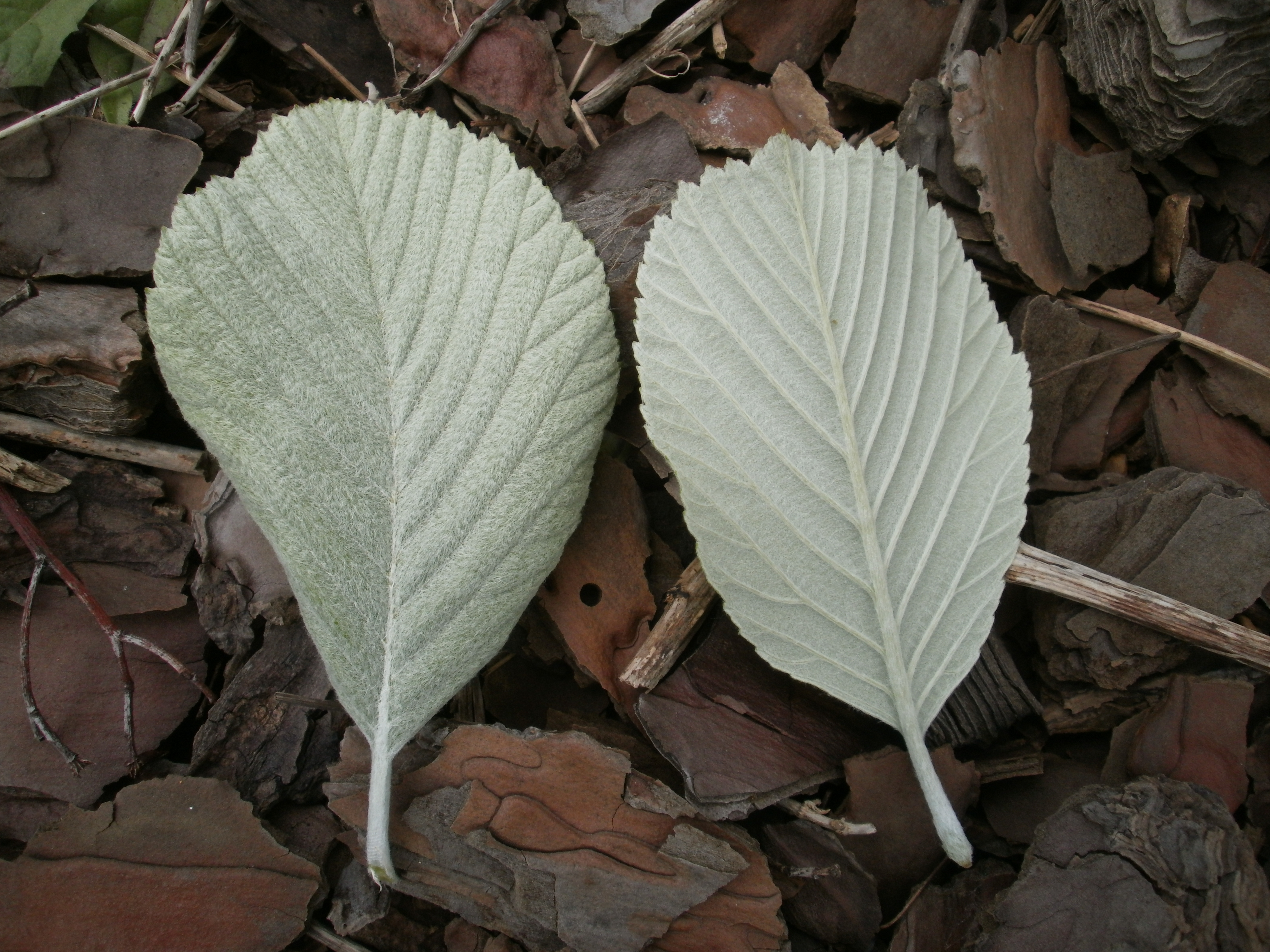
Detalle del haz y del envés en hojas de Sorbus aria.

Sorbus aria, mostajo, serbal blanco, mostellar, mostajo común o blanco es un árbol de hasta 15 m de alto, de la familia de las rosáceas, propio de casi toda Europa, norte de África y Asia Menor.

## Descripción
El mostajo común (Sorbus aria) es un árbol de 7 a 14 metros de altura de corteza lisa y de color blanquecino. Hojas ovales simples de borde dentado, con el envés blanco, lo que da al árbol un aspecto plateado. Las flores son blancas reunidas en corimbos. Florece en primavera. Los frutos son pomos de forma globosa ovoide, de color rojo y de pulpa poco sabrosa, de aspecto harinoso.
La madera es muy dura, de color blanco a pardo rojizo. Se ha utilizado para hacer mangos de hachas. Su leña es de buena calidad. En la actualidad se está plantando en Europa como árbol urbano.

## Hábitat
Medra tanto en terrenos calizos como silíceos, aunque prefiere los calizos, desde los 500 a 1700 metros de altitud. Es una especie propia de claros y bordes de los bosques, pues necesita el sol. Se encuentra en robledales, hayedos, abedulares y carrascales que reciban más de 500 mm de lluvia. Se adapta muy bien en zonas con inviernos fríos.

## Distribución
Suroeste de Europa y norte de África. En la península ibérica se localiza en la Cordillera Cantábrica, Sistema Ibérico, Sistema Central, Sierra Nevada, Pirineos y Cordilleras Costero Catalanas. También aparece en Baleares en la Sierra de Tramuntana.

## Taxonomía
Sorbus aria fue descrita por (Carolus Linnaeus) Crantz y publicado en Stirp. Austr. Fasc. 2:46, en el año 1763
Sinonimia
- Crataegus alpina Gray, Nat. Arr. Brit. Pl. 2: 564 (1821), nom. illeg.
- Azarolus aria (L.) Borkh., Theor. Prakt. Handb. Forstbot. 2: 1229 (1803)
- Lazarolus aria (L.) Borkh. in Arch. Bot. (Leipzig) 1(3): 88 (1798)
- Pyrenia aria (L.) Clairv., Man. Herbor. Suisse 162 (1811)
- Pyrus aria (L.) Ehrh. in Gartenkalender 4: 196 (1784)
- Hahnia aria (L.) Medik., Gesch. Bot. 81 (1793)
- Malus aria (L.) Risso, Hist. Nat. Prod. Eur. Mérid. 2: 425 (1826)
- Mespilus aria (L.) Scop., Fl. Carniol. ed. 2 1: 345 (1771)
- Crataegus aria L., Sp. Pl. 1: 475-476 (1753)
- Aria nivea Host, Fl. Austriac. 2: 8 (1831)
- Crataegus pallida Salisb., Prodr. Stirp. Chap. Allerton 357 (1796), nom. illeg.
- Aria vulgaris Decne., Jard. Fruit. 1: 32 (1871-72), nom. illeg.
- Sorbus callophylla Jord. & Fourr., Icon. Fl. Eur. 3: 11, tab. 491 (1903)
- Sorbus chlorocarpa Jord. & Fourr., Icon. Fl. Eur. 3: 9-10, tab. 486 (1903)
- Crataegus corymbosa Desf., Tabl. École Bot. ed. 3 360 (1829), nom. illeg.
- Sorbus cretica (Lindl.) Fritsch & Rech. in A.Kern., Sched. Fl. Exs. Austro-Hung. 7: 18 (1896)
- Sorbus edulis (Willd.) K. Koch, Dendrologie 1: 195 (1869)
- Aria edulis (Willd.) M. Roem., Fam. Nat. Syn. Monogr. 3: 124 (1847)
- Pyrus edulis Willd., Enum. Pl. 1: 527 (1809)
- Crataegus flabellifolia Spach, Hist. Nat. Vég. 2: 103 (1834), nom. illeg.
- Aria flabellifolia Spach ex M. Roem., Fam. Nat. Syn. Monogr. 3: 127 (1847), nom. illeg.
- Sorbus flabellifolia Spach ex Schauer in Uebers. Arbeiten Veränd. Schles. Ges. Vaterl. Cult. 1847: 292 (1848), nom. illeg.
- Sorbus graeca (Lodd. ex Spach) Lodd. ex Schauer in Uebers. Arbeiten Veränd. Schles. Ges. Vaterl. Cult. 1847: 292 (1848)
- Aria graeca (Lodd. ex Spach) M. Roem., Fam. Nat. Syn. Monogr. 3: 127 (1847)
- Pyrus graeca Lodd., Cat. Pl. ed. ??? 26 (1816), nom. nud.
- Crataegus graeca Lodd. ex Desf., Tabl. École Bot. ed. 3, Add. 468 (1832), nom. nud.?
- Crataegus graeca Lodd. ex Spach, Hist. Nat. Vég. 2: 102-103 (1834)
- Sorbus meridionalis (Guss.) Steinitz in A. Kern., Sched. Fl. Exs. Austro-Hung. 7: 17 (1896)
- Pyrus meridionalis Guss., Fl. Sicul. Syn. 2: 831 (1844-45)
- Sorbus obtusifolia (DC.) Hedl. in Kongl. Svenska Vetensk. Acad. Handl. 35(1): 80 (1901)
- Sorbus umbellata (Desf.) Fritsch in A. Kern., Sched. Fl. Exs. Austro-Hung. 7: 18 (1896)
- Crataegus umbellata Desf., Tabl. École Bot. ed. 3 408-409 (1829)
- Sorbus graeca auct. , in sched.
- Sorbus umbellata auct. , in sched.[6]

## Nombre común
Entre paréntesis aparece la frecuencia con la que se 
Agustay, aliso, amostaza, amostazo, amustayal, amusteyo, arcilla, arcillo, asa, avedillo, bostacho, cimaja, cimaya, espejón, gustay, hoja blanca, manzurbio, mochera, mogera, moixera, moixero, moixsera, moixsero, mojera, mortajo, mortallera, mostachal, mostachas, mostachera, mostacho, mostachos, mostaco, mostaja, mostaja de bolas colorás, mostajal, mostajera, mostajeru, mostajo, mostajo blanco, mostajos, mostaju, mostajuelo, mostallar, mostallera, mostallonero, mostaxo, mostaya, mostayal, mostayo, mostayonero, mostazo, mostella, mostellar, mosteyal, motajo, moxera, mustaco, mustaya, musteio, muxera, níspero silvestre, peral de monte, peral silvestre, peritas de Jesús, pespejón, serbal, serbal morisco, serbal mostajo, sorbo, tilo silvestre, verdejón, árbol de San Juan.
En Canarias se conoce como manzanero de la cumbre.